# Мацей Паровський
Мацей Паровський (пол. Maciej Parowski, нар. 27 грудня 1946, Варшава — пом. 2 червня 2019, Варшава) — польський письменник-фантаст, публіцист, журналіст, літературний редактор і літературний критик.

## Біографія
Мацей Паровський народився у Варшаві. Він закінчив електротехнічний факультет Варшавської політехніки. З 1968 року він розпочинає публікувати свої оповідання та фейлетони в низці польських періодичних видань, зокрема «Życie Warszawy», «Na Przełaj», «Kultura». З 1974 року він працює журналістом — спочатку фейлетоністом, пізніше завідувачем відділу культури, відповідальним секретарем і головним редактором студентського тижневика «Politechnik». З 1977 року він працював завідувачем відділу критики та науки в тижневику «Razem», пізніше працював публіцистом у цьому ж тижневику. З 1982 до 2013 року Паровський працює завідувачем відділу польської літератури в журналі «Fantastyka» (пізніше «Nowa Fantastyka»), а з 1992 до 2003 року був одночасно і його головним редактором. Пізніше він став головним редактором щоквартального додатку до цього журналу — «Czas Fantastyki».
Літературний дебют Мацея Паровського відбувся у щотижневику «Na Przełaj» у 1970 році, коли в ньому було надруковане його оповідання «Бунт роботів» (пол. Bunt robotów). У 1973 році Паровський отримав відзнаку в конкурсі журналу «Młody Technik» за оповідання «Відчуття повноти» (пол. Poczucie pełni). Першою книжкою письменника став роман «Обличчям до землі» (пол. Twarzą ku ziemi). Більшість творів Паровського належать до жанру соціальної фантастики, натхненником розвитку якої в Польщі став Януш Зайдель. Мацей Паровський протягом тривалого часу був членом Спілки польських письменників.
у кінці 90-х років Мацей Паровський мав гучний конфлікт із польським фандомом з приводу премії імені Зайделя, а також стосовно поділу фантастики на «проблемну» і «розважальну» (які представлені зокрема критикованими ним Анною Бжезінською і Антоніною Лідтке). За цей конфлікт Сілезький клуб фантастики у 1999 році присудив Паровському антинагороду «Золотий метеор».
У 2006 році на міжнародному фестивалі коміксів у Лодзі Мацей Паровський отрима жартівливий титул «Гуморіс кауза», а також премію імені Татка Хмеля за заслуги в розвитку мистецтва польського коміксу.
30 жовтня 2007 року з нагоди 25-річчя журналу «Fantastyka» міністр культури та національної спадщини Польщі Казімеж Міхал Уяздовський нагородив Мацея Паровського Срібною медаллю «За заслуги в культурі Gloria Artis».
Роман Мацея Паровського «Буря» отримав відзнаку IX (за 2010 рік) Літературної премії імені Юзефа Мацкевича.
Мацей Паровський помер 2 червня 2019 року у Варшаві.

## Творчість

### Книги
- Без дуббінгу (пол. Bez dubbingu, 1978)
- Обличчям до землі (пол. Twarzą ku ziemi, 1982)
- Засіб для жінок (пол. Sposób na kobiety, 1985)
- Час фантастики (пол. Czas fantastyki, 1990)
- Буря. Втеча з Варшави-40 (пол. Burza. Ucieczka z Warszawy '40, 2010)
- Мавпи Пана Бога. Слова (пол. Małpy Pana Boga. Słowa, 2011)
- Мавпи пана Бога. Образи (пол. Małpy Pana Boga. Obrazy, 2013)
- З бандитом у ліфті (пол. Z bandytą w windzie,Solaris 2015)
- Зозуля на троянському коні. Мавпи Пана Бога 3. Ретроспекції (пол. Kukułka na koniu trojańskim. Małpy Pana Boga 3. Retrospekcje, 2017)

### Комікси
- «Фанкі Коваль» (пол. Funky Koval, у співавторстві з Богуславом Польхом і Яцеком Родеком):
  - Без відпочинку (пол. Bez oddechu)
  - Один проти всіх (пол. Sam przeciw wszystkim)
  - Всупереч самому собі (пол. Wbrew sobie)

- Відьмак (пол. Wiedźmin, у співавторстві з Богуславом Польхом і Анджеєм Сапковським):
  - «Дорога без вороття» (пол. Droga bez powrotu),
  - «Геральт» (пол. Geralt),
  - «Менше зло» (пол. Mniejsze zło),
  - «Останнє бажання» (пол. Ostatnie życzenie),
  - «Межа можливого» (пол. Granica możliwości),
  - «Зрада» (пол. Zdrada).

- Буря (пол. Burza, 2003)

- Народ обраний (пол. Naród wybrany, 1992 і 1993)
- Планета роботів (пол. Planeta robotów, 2013)